# World Series 1907
Le World Series 1907 sono state la quarta edizione della serie di finale della Major League Baseball al meglio delle sette partite tra i campioni della National League (NL) 1906, i Chicago Cubs e quelli della American League (AL), i Detroit Tigers.
I Cubs tornarono in finale dopo la sconfitta a sorpresa dell'edizione precedente. La giovane stella dei Tigers invece era Ty Cobb, che quell'anno vinse il primo di innumerevoli titoli di miglior battitore della lega. La serie fu dominata dai lanciatori di Chicago, che limitarono i Tigers e Cobb a tre punti segnati nelle quattro partite che vinsero (una terminò in pareggio), mentre i Cubs rubarono 18 basi agli avversari.

## Sommario
Chicago ha vinto la serie, 4-0.
| Gara | Data       | Punteggio                                        | Stadio            | Tempo | Pubblico |
| ---- | ---------- | ------------------------------------------------ | ----------------- | ----- | -------- |
| 1    | 8 ottobre  | Detroit Tigers – 3, Chicago Cubs – 3 (12 inning) | West Side Grounds | 2:40  | 24.377   |
| 2    | 9 ottobre  | Detroit Tigers – 1, Chicago Cubs – 3             | West Side Grounds | 2:13  | 21.901   |
| 3    | 10 ottobre | Detroit Tigers – 1, Chicago Cubs – 5             | West Side Grounds | 1:35  | 13.114   |
| 4    | 11 ottobre | Chicago Cubs – 6, Detroit Tigers – 1             | Bennett Park      | 1:45  | 11.306   |
| 5    | 12 ottobre | Chicago Cubs – 2, Detroit Tigers – 0             | Bennett Park      | 1:42  | 7.370    |

## Hall of Famer coinvolti
- Umpire: Hank O'Day
- Cubs: Mordecai Brown, Frank Chance, Johnny Evers, Joe Tinker
- Tigers: Sam Crawford, Ty Cobb